# Линт, Дерек де
Де́рек де Линт (нидерл. Derek de Lint; род. 17 июля 1950 в Гааге, Нидерланды) — нидерландский актёр, известный прежде всего по главной роли Дерека Рейна в американо-канадском телесериале «Полтергейст: Наследие».

## Биография
Дерек де Линт (настоящее имя Дик Хайн де Линт) родился в Гааге, Нидерланды. С 1970 по 1972 год Дерек изучал фотографию и графический дизайн в Академии искусств в Энсхеде, затем два года учился в Kleinkunstacademie в Амстердаме.
В 1975 году состоялся дебют Дерека на сцене театра в постановке известного бельгийского режиссёра и сценариста Хьюго Клауса. Затем Дерек сыграл в постановке «Шоу ужасов Рокки Хоррора» режиссёра О’Брайна. Благодаря успеху этой постановке на Дерека обратил внимания Пауль Верховен, который собирался снимать фильм «Оранжевый солдат», и предложил ему главную роль в этом фильме. Но прослушивание прошло неудачно, и Дерек получил лишь небольшую роль предателя Алекса, а главную роль сыграл Рутгер Хауэр.
В 1986 году Дерек де Линт сыграл главную роль в фильме «Нападение», который стал первым нидерландским фильмом, получившим премию Оскар как лучший иностранный фильм. Фильм также получил «Золотой глобус» и призы на международном кинофестивале в Сиэтле. Нидерландский еженедельник Viva назвал Дерека де Линта лучшим актёром года.
После международного успеха фильма «Нападение» Дерек де Линт стал много сниматься в кино и на телевидении разных стран. В период с 1987 по 1989 год он сыграл в 12 американских и европейских фильмах и сериалах, в том числе в культовом фильме Филиппа Кауфмана «Невыносимая легкость бытия». В 1988 году на экраны вышел британский фильм «Похищенный рай», где Дерек де Линт сыграл главную роль французского философа и богослова Пьера Абеляра. В 1991 году Дерек де Линт сыграл главную роль в мини-сериале «Опалённый берег», а в 1992 году — в мини-сериале «Секреты».
В 1995 году Дерек де Линт узнал, что на студии MGM планируется съемки сериала «Полтергейст: Наследие». Он встретился с автором идеи этого сериала и исполнительным продюсером Ричардом Люисом, и, после длительной беседы с ним, получил главную роль в сериале — Доктора Дерека Рейна, главу сан-францисского дома «Наследия». Всего было снято четыре сезона сериала.
В 2001 году Дерек де Линт снялся в высокобюджетном нидерландском фильме «Душа убийцы» американского режиссёра Лоуренса Малкина, где сыграл главу многонациональной финансовой корпорации. В 2006 году Дерек де Линт вновь встретился на съёмочной площадке фильма «Черная книга» с режиссёром Паулем Верховеном.

## Личная жизнь
Жена — Дорит Йессерун, сыновья: Джером (род. 1979), Мик (род. 1981) и Оскар (род. 1987). Старший брат — Ян Андриес, хирург-ортопед.

## Избранная фильмография
| Год       |   | Русское название           | Оригинальное название             | Роль                                 |
| --------- | - | -------------------------- | --------------------------------- | ------------------------------------ |
| 1976      | ф | Барокко                    | Barocco                           | пропагандист                         |
| 1977      | ф | Оранжевый солдат           | Soldaat van Oranje                | Алекс                                |
| 1985      | ф | Мата Хари                  | Mata Hari                         | привлекательный незнакомец           |
| 1986      | ф | Нападение                  | De Aanslag                        | Антон Стейнвик                       |
| 1987      | ф | Трое мужчин и младенец     | Three Men and a Baby              | Ян Клопатц                           |
| 1988      | ф | Невыносимая лёгкость бытия | The Unbearable Lightness Of Being | Франц                                |
| 1988      | ф | Похищенный рай             | Stealing Heaven                   | Пьер Абеляр                          |
| 1989—1990 | с | Чайна-Бич                  | China Beach                       | доктор Жерар Бернард                 |
| 1994      | с | Полиция Нью-Йорка          | NYPD Blue                         | Серж Дешанель                        |
| 1995      | с | Сопровождающий             | Pointman                          | Якоб                                 |
| 1996—1999 | с | Полтергейст: Наследие      | Poltergeist: The Legacy           | Дерек Рейн                           |
| 1998      | ф | Столкновение с бездной     | Deep Impact                       | Тео Ван Сертема                      |
| 1999—2000 | с | За гранью возможного       | The Outer Limits                  | Карл ван дер Меер / глава центуронов |
| 2002      | ф | Том и Томас                | Mr. Bancroft                      | мистер Бэнкрофт                      |
| 2002      | с | Шпионка                    | Alias                             | Жерар Кюве                           |
| 2003      | с | Veritas: В поисках истины  | Veritas: The Quest                | седой мужчина                        |
| 2004      | с | Морская полиция: Спецотдел | NCIS                              | доктор Стивен Брауэр                 |
| 2005      | с | Секс в другом городе       | The L Word                        | Манфреди Феррер                      |
| 2005      | с | На запад                   | Into the West                     | пастор Хоббс                         |
| 2006      | ф | Когда звонит незнакомец    | When a Stranger Calls             | доктор Мандракис                     |
| 2006      | ф | Чёрная книга               | Zwartboek                         | Гербен Кёйперс                       |
| 2011      | с | Безмолвный свидетель       | Silent Witness                    | Питер ван Бюрер                      |
| 2011      | ф | Новая земля                | Nova Zembla                       | Виллем Баренц                        |
| 2015      | ф | Адмирал                    | Michiel de Ruyter                 | Йохан Киевит                         |
| 2015      | с | Пересекая черту            | Crossing Lines                    | Виктор Дюбуа                         |
| 2018      | с | Берлинская резидентура     | Berlin Station                    | старый Хенрик Вийдинг                |